# سارة فرانسيس برايس
سارة فرانسيس برايس (بالإنجليزية: Sarah Frances Price)‏ هي موضحة علمية ‏ وكاتِبة وعالمة نبات أمريكية، ولدت في 1849 في إيفانسفيل في الولايات المتحدة، وتوفيت في 3 يوليو 1903 في بولينغ غرين في الولايات المتحدة.